# T Большого Пса
T Большого Пса (лат. T Canis Majoris) — одиночная звезда в созвездии Большого Пса на расстоянии приблизительно 3097 световых лет (около 950 парсеков) от Солнца. Видимая звёздная величина звезды — +11,5m.

## Характеристики
T Большого Пса ранее считалась переменной звездой, но дальнейшие наблюдения переменности не подтвердили.